# Echipa națională de fotbal a statului Puerto Rico
Echipa națională de fotbal a statului Puerto Rico este echipa naționala a Puerto Rico și este administrată de Federația de Fotbal din Puerto Rico. Puerto Rico este membră a Caribbean Football Union, la rândul său membră a CONCACAF.

## Turnee

### Campionatul CONCACAF
- 1963 până în 1971 - Nu a participat
- 1973 - Nu s-a calificat
- 1977 până în 1981 - Nu a participat
- 1985 până în 1989 - Nu s-a calificat

### Caribbean Cup
- 1989 - Nu a participat
- 1991 - Faza grupelor
- 1992 - Nu a participat
- 1993 - Sferturi de finală
- 1994 - Preliminarii
- 1995 - Faza grupelor
- 1996 - Nu a participat
- 1997 - S-a retras
- 1998 - Faza grupelor
- 1999 - Faza grupelor
- 2001 - Preliminarii
- 2005 - Faza grupelor
- 2007 până în 2008 - Nu a participat
- 2010 - Runda a II-a de preliminarii

### Gold Cup
- 1991 până în 1993 - Nu a participat
- 1996 - Nu s-a calificat
- 1998 - Nu a participat
- 2000 - Nu s-a calificat
- 2003 - Nu a participat
- 2005 - Nu s-a calificat
- 2007 până în 2009 - Nu a participat
- 2011 - Nu s-a calificat

### Pan American Games
- 1951 - 1975 - Nu a concurat
- 1979 - Runda 2 (Locul 5)
- 1983 - 2007 - Nu a concurat

### Central American and Caribbean Games
- 1946 - 2010 - Nu a concurat

### Campionatul Mondial
- 1950 - 2010 - Nu s-a calificat